# أنطونيو برتولوني
أنطونيو برتولوني (1775-1869) (بالإنجليزية: Antonio Bertoloni) هو عالم نبات إيطالي. الجنس النباتي البرتولونية (الاسم العلمي: Bertolonia) وضع تكريماً له.

## نباتات وصفها أنطونيو برتولوني
- أروكاريا ضيقة الأوراق
- بنيونيا ثنائية القنابات
- تابوبيا وردية
- خفج أهلب
- دوسر مهمل
- ديشار بركاني
- رقمة عنبية
- زانيكلية درعية
- عصفلدين قصير الساق
- فربيون رمحي
- قتاد بيوتي
- قتاد مجعد
- قمبريط فضي
- لسان إبري
- يقطوم غدي